# Алексеевка (Смоленский район)
Алексе́евка — деревня в Смоленском районе Смоленской области России. Входит в состав Катынского сельского поселения. Население — 5 жителей (2007 год). 
Расположена в западной части области в 34 км к западу от Смоленска, в 10 км южнее автодороги М1 «Беларусь», на берегу реки Днепр. В 10 км севернее деревни расположена железнодорожная станция Велино на линии Москва — Минск.

## История
В годы Великой Отечественной войны деревня была оккупирована гитлеровскими войсками в июле 1941 года, освобождена в сентябре 1943 года. 